# Sidney Cyril Abrahams
Sidney Cyril Abrahams (* 28. Mai 1924 in London; † 9. Februar 2021 in Ashland) war ein britischer Chemiker.

## Leben
Sidney Cyril Abrahams wurde 1924 in London geboren und besuchte von 1935 bis 1938 die Ilford County High School und von 1938 bis 1942 die Greenock Academy. 1946 beendete er sein Chemiestudium an der University of Glasgow mit dem Bachelor of Sciences. Nachdem Abrahams 1949 seinen Ph.D. machte, war er zunächst als Postdoc bei William Lipscomb in Minnesota tätig. Zusammen untersuchten sie unter deren Schmelzpunkt abgekühlte Wasserstoffperoxid- und Thiophen-Kristalle. Später arbeitete er am Massachusetts Institute of Technology. Aufgrund eines Stipendiums von Imperial Chemical Industries kehrte er 1954 in das Vereinigte Königreich zurück und machte an der University of Glasgow 1957 seinen Doktortitel. Anschließend war er für die Bell Telephone Laboratories tätig. Später war Abrahams Chefredakteur der Acta Crystallographica. Im Jahr 1968 wurde er Präsident der American Crystallographic Association. Außerdem vertrat er von 1984 bis 2004 die International Union of Crystallography im Interdivisional Committee on Terminology, Nomenclature  and Symbols der IUPAC. Im Jahr 1988 beendete er seine Tätigkeit bei den Bell Laboratories, ab 1991 war er Lehrbeauftragter an der Southern Oregon University. Abrahams wurde 1980 zum Mitglied der American Association for the Advancement of Science gewählt, 1981 wurde er Mitglied der American Physical Society, im Jahr 2004 wurde er dann Mitglied der IUPAC. Er verstarb am 9. Februar 2021 im Alter von 96 Jahren.